# الن هالینگهرست
اَلِن هالینگهِرست (به انگلیسی: Alan Hollinghurst) (زادهٔ ۲۶ مهٔ ۱۹۵۴) رمان‌نویس، شاعر، نویسنده داستان کوتاه و مترجم انگلیسی است. او تاکنون برنده چندین جایزه از جمله جایزه ادبی من بوکر و جایزه کتاب استون‌وال شده‌است.

## زندگی شخصی
هالینگهرست آشکارا همجنس‌گراست. او اکنون به‌تنهایی در لندن زندگی می‌کند.